# Халлам, Роджер
Джулиан Роджер Халлам (родился 4 мая 1966 г.) — валлийский активист-эколог, сооснователь движения Extinction Rebellion, кооперативной федеративной организации Radical Routes и политической партии Burning Pink.

## Биография
Халлам вырос в методистской семье. Ранее он был органическим фермером на 10 акрах (4 га) земли недалеко от Лландейло в Южном Уэльсе; он объясняет разрушение своего бизнеса серией экстремальных погодных явлений.
По крайней мере, с 2017 года по начало 2019 он учился на докторскую степень в Королевском колледже Лондона, исследуя, как добиться социальных изменений с помощью гражданского неповиновения и радикальных движений.
В январе 2017 года, призывая Королевский колледж Лондона отказаться от ископаемого топлива, Халлам и ещё один человек, используя водорастворимую аэрозольную краску на меловой основе, нарисовали «Отказ от нефти и газа», «Сейчас!» и «Вне времени» на входе в университетский городок Стрэнд. Они были арестованы в феврале, когда снова красили баллончиком Большой зал университета, были обвинены в преступном нанесении ущерба и оштрафованы на 500 фунтов стерлингов.
В мае 2019 года, после трехдневного судебного разбирательства в Королевском суде Саутварка, присяжные сняли с них все обвинения, заявив, что их действия были пропорциональным ответом на климатический кризис. В марте 2017 года Халлам объявил голодовку, требуя от университета отказаться от ископаемого топлива — институтом были вложены миллионы фунтов стерлингов в ископаемое топливо, но не было вложено средств в возобновляемые источники энергии. Через пять недель после первого протеста университет лишил компаний, работающих на ископаемом топливе, инвестиции на сумму 14 миллионов фунтов стерлингов и пообещал стать углеродно-нейтральным к 2025 году.
Позже в 2017 году Халлам стал ведущим членом группы активистов Stop Killing Londoners, кампании массового гражданского неповиновения против загрязнения окружающей среды, которая, как они надеялись, приведет к аресту и заключению активистов. Халлам со Стюартом Басденом и двумя другими были привлечены к ответственности, а некоторые пообещали объявить голодовку, если их посадят в тюрьму.
Халлам является соучредителем экологической группы Extinction Rebellion вместе с Гейл Брэдбрук и Саймоном Брамвеллом. Он безуспешно баллотировался на выборах в Европейский парламент в 2019 году в лондонском округе как независимый кандидат, набрав 924 из 2 241 681 поданных голосов (0,04 %).
15 август 2019 года Халлам дал интервью Стивену Сакуру на BBC HARDtalk.
Халлам и четверо других активистов были арестованы по подозрению в заговоре с целью причинения вреда обществу 12 сентября 2019 года, за день до запланированной акции по пилотированию дронов в зоне отчуждения вокруг аэропорта Хитроу с целью срыва рейсов. Три дня спустя в ходе акции, организованной Heathrow Pause, Халлам был арестован недалеко от аэропорта Хитроу, по-видимому, за нарушение условий залога по предыдущему аресту, требующих, чтобы он не находился ближе 5 миль (8 км) от любого аэропорта и не имел дрон-оборудования. Он был заключен под стражу до 14 октября.
В интервью Die Zeit 20 ноября 2019 года Халлам сказал, что геноциды в истории «похожи на обычные события» в истории, и назвал Холокост «просто ещё одной поебенью (fuckery) в истории человечества». Этот комментарий был сделан в контексте более широкой дискуссии о геноцидах на протяжении всей истории человечества, где Халлам сравнил нацистский Холокост с геноцидом в Конго; заявив, что «дело в том, что миллионы людей регулярно погибали при ужасных обстоятельствах на протяжении всей истории», добавив, что бельгийцы «пришли в Конго в конце XIX века и уничтожили его». Противоречивое сравнение Халлама получило поддержку со стороны африканских активистов Stop the Maangamizi: We Charge Genocide/Ecocide! Активисты кампании, хотя и критически отнеслись к тону его языка, похвалили его честность и готовность освещать преступления, совершенные колониальными державами в Африке.
В самостоятельно опубликованной брошюре, написанной в тюрьме, Халлам написал, что климатический кризис приведёт к массовым изнасилованиям, и представил историю, в которой женщины из семьи читателя подвергаются групповому изнасилованию, а читатель вынужден на это смотреть. Брошюру осудила Фарах Назир, генеральный директор организации Women’s Aid. Когда Der Spiegel ответил Халламу, что «вы не можете винить изменение климата в изнасиловании женщин во время войны», Халлам ответил: «Нет, изменение климата — это просто трубы, по которым газ спускается в газовую камеру. Это просто механизм, с помощью которого одно поколение убивает следующее поколение».

## Публикации

### Публикации Халлама
- Common Sense for the 21st Century: Only Nonviolent Rebellion Can Now Stop Climate Breakdown and Social Collapse. Self-published, 2019. ISBN 978-1527246744.[n 1][32]

### Публикации с участием Халлама
- Roger Hallam. Chapter 14: The civil resistance model // This Is Not a Drill: An Extinction Rebellion Handbook / Extinction Rebellion. — Penguin Books, 2019. — P. 99–105. — ISBN 9780141991443.

## Комментарии
1. ↑  Первая редакция книги доступна здесь Архивировано 28 мая 2021 года. within Hallam’s site.